# صلیب مالتی

صلیب مالتی

صلیب مالتی نشانی برای رده‌ای از جنگاوران مسیحی بوده است که بدان شوالیه مالت می‌گفتند.